# Regnbåge
| Regnbåge |
| --- |
| Dubbel regnbåge i Alaska. - Betydelse – färguppdelad ljusbåge på himlen - Förutsättning – framför betraktaren och bortom vattendroppar, när solen är bakom ens rygg - Betydelse – optiskt meteorologiskt fenomen - Inom religion och myter – länk mellan denna och andra världar; väg till en skatt |

En regnbåge är ett optiskt, meteorologiskt fenomen som uppträder som ett (nästintill) fullständigt ljusspektrum i form av en båge på himlen då solen lyser på nedfallande regn. Regnbågen består färgmässigt av en kontinuerlig övergång från rött (ytterst) via gula, gröna och blå nyanser till violett innerst; ofta definieras antalet färger som sju, inklusive orange och indigo.
Regnbågen uppträder då det finns regndroppar i luften och solen befinner sig lågt och bakom betraktaren. Klarast lyser regnbågen då halva himlen fortfarande är täckt med mörka moln som avger regn och betraktaren befinner sig under klar himmel. Regnbågar framträder även när solen lyser starkt och vid vattenfall, då man själv sprider vattendroppar i luften, ibland i motljus intill moln, eller som vertikala band intill avlägsna regnfronter och fallstrimmor.

## Fysikaliskt fenomen

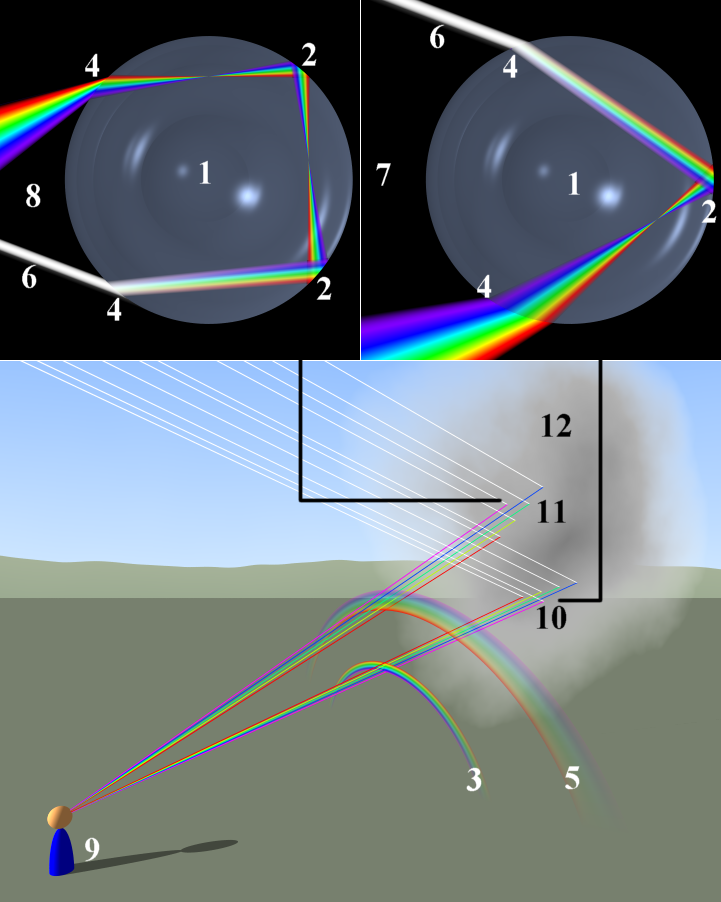
Hur en regnbåge uppstår
1. Vattendroppe
2. Intern reflexion
3. Primär regnbåge
4. Refraktion (återspegling)
5. Sekundär reflexion
6. Solstrålar
7. Ljusbana till den primära regnbågen
8. Ljusbana till den sekundära regnbågen
9. Observatör
10. Område med droppar ger upphov till den primära regnbågen
11. Område med droppar ger upphov till den sekundära regnbågen
12. Område med vattendroppar

### Ljuset bryts tre gånger
Det som orsakar en regnbåge är solljusets dispersion då det bryts i atmosfärens nästintill sfäriska regndroppar. 
- Då en ljusstråle träffar en regndroppe bryts den först av då den passerar genom regndroppens yta.
- Mot regndroppens bakre sida sker sedan en reflektion vilket gör att ljusstrålen återspeglas.
- Till sist bryts ljusstrålen en andra gång då den passerar ut genom regndroppen.

### 40–42 grader
Sammantaget gör detta att ljuset återspeglas i 40,6–42,3 (= från violett till rött) graders vinkel oberoende av regndroppens storlek. Dessa vinklar beror istället på vattnets olika brytningsindex för olika våglängder. Vitt ljus består av olika våglängder och de kortaste ("violett ljus") bryts kraftigare än de längsta ("rött ljus"). På grund av speglingen inuti vattendroppen vänds förhållandet till det motsatta, och det röda ljuset framträder därför högre upp på himlen och bildar den yttersta ringen i regnbågen. 
Regnbågen finns egentligen inte på någon särskild plats på himlen utan är en optisk synvilla vars skenbara position är beroende av var observatören står. Alla regndroppar bryter och återspeglar solljuset lika mycket. Regnbågen och solen återfinns alltid i motsatta riktningar från betraktaren sett. Regnbågens inre ring lyser något klarare än dess yttre och är inget mindre än en förstorad bild av solen. Bågens centrum ligger i den skugga som betraktarens huvud kastar på marken, och denne uppfattar regnbågen som en ring cirka 41 grader ut från den linje som går mellan huvudet och dess skugga.
Detta betyder att om solen befinner sig högre än cirka 41 grader över horisonten hamnar regnbågen under horisonten. Den kan då bara ses av betraktare som befinner sig på något berg eller i ett flygplan. Om man ser regnbågen från ett flygplan (eller högt berg) kan den uppträda som en sluten cirkel med flygplanets skugga som cirkelns centrum.

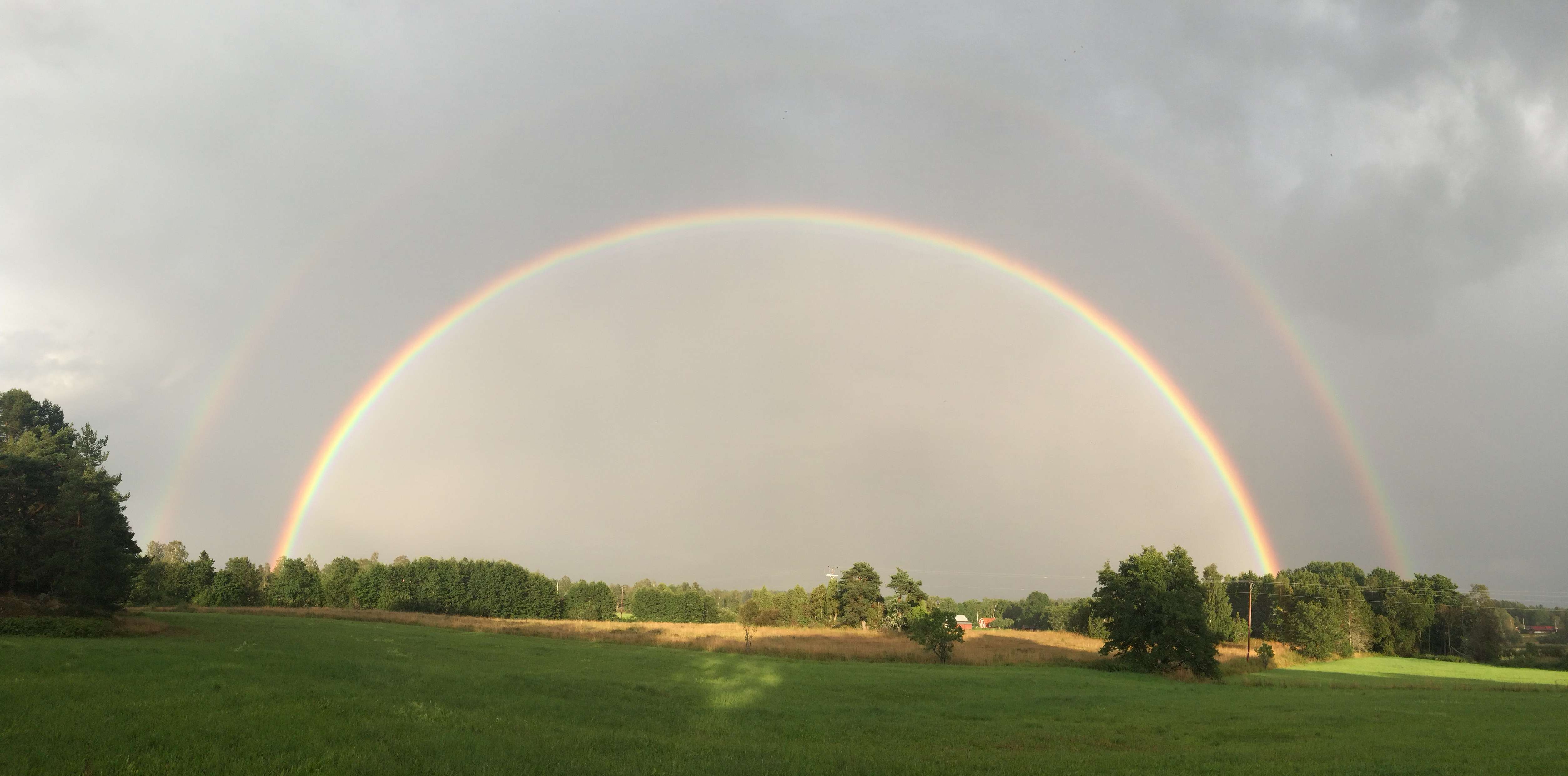
Dubbel regnbåge över Österlisa (Norrtälje), 15 augusti 2014. Mellan regnbågarna finns det som kallas Alexanders mörka band.

### Flera regnbågar
Ofta kan även en ljussvagare sekundär regnbåge uppträda utanför den primära på 50,7–53,6 (= från rött till violett) graders vinkel. Detta beror på att solljuset kan återspeglas en andra gång inuti regndropparna, vilket också gör att ordningen hos den sekundära regnbågens färger blir inverterad jämfört med den primära.
Ovanligare är de tre- och till och med fyrfaldigade regnbågar – i regel i grönt och purpur. De övertaliga bågar uppträder ibland som pulserande och krusiga intill sina mer ljusstarka grannar, direkt under den övre delen på den primära regnbågen. 
Varje mot regndroppen infallande stråle som reflekteras i området mellan 0 och 42,3 grader ger en regnbåge, men de flesta mot ögat kommande strålar är så ljussvaga att de inte syns. Endast de strålar som reflekteras i området runt 41 grader ger ett synligt spektrum, beroende på att reflexionsvinkeln ändras mycket lite med ändrad infallsvinkel mot droppen just där. Nämnda svaga spektra blandar sig i området under bågen och ger där upphov till ett ljust band. I området mellan bågarna för enkel- och dubbelreflexion når inget reflekterat ljus från någon av bågarna fram till ögat; därför framträder området som ett mörkt band som kallas Alexanders band, uppkallat efter Alexander från Afrodisias som var den första att beskriva fenomenet.
Betraktaren ser egentligen en regnbåge framför varje öga. Eftersom ljuset faller in parallellt från regnbågarna uppfattar betraktaren det som en enda regnbåge på oändligt avstånd. Detta upplever man även om regnbågen bildas på nära avstånd, till exempel i vattendimma från en vattenslang.

### Lagom stora droppar, vita bågar
För att man ska se en jämnstark regnbåge fordras att regndropparna är exakta sfärer. Detta innebär att regndropparna inte får vara alltför stora (r < 0,25 mm?) och inte röra sig alltför snabbt mot luften; annars blir de tillplattade – asfäriska (oblata) – genom friktionen mot luften. Denna skiva kan även på grund av vindens inverkan luta mer eller mindre mot horisontlinjen, vilket ändrar riktningen på det reflekterade ljuset. Om de är deformerade syns övre delen av bågen svagare än de närmare horisonten.
Vid mycket få tillfällen kan regnbågar även uppträda på natten under liknande väderleksförhållanden och med mycket starkt månsken. Människans färgperception är dock begränsad i svagt ljus, och regnbågar orsakade av månen ter sig därför som vita. Även vid dimma – då dropparna är mindre än vid regn – kan en vit regnbåge (då benämnd dimbåge) bildas.

### ROGGBIV
ROGGBIV är en minnesregel för färgerna i regnbågen uppräknade utifrån och in i den primära regnbågen och står för Röd, Orange, Gul, Grön, Blå, Indigo och Violett. Färgerna är arrangerade i fallande våglängd, där röd är 650 nm och violett ungefär 400 nm. Denna regel utgår från Newtons benämning av de spektralfärger han iakttog vid ljusbrytning i ett prisma, men eftersom övergången mellan olika färger sker gradvis finns ingen entydig bestämning av antalet färger eller gränserna mellan dem.
| Röd | Orange | Gul | Grön | Blå | Indigo | Violett |
|     |        |     |      |     |        |         |

## Historik

### Teorier
Den första korrekta teorin som förklarade regnbågens uppkomst framställdes av Descartes 1637, som använde minimideviation som förklaringsmodell. Han hade lagt märke till att regndropparnas storlek inte hade någon inverkan på regnbågens utseende. Han lät ljusstrålar passera genom en stor glassfär fylld med vatten och lyckades, genom att mäta vid de vilka vinklar som ljuset lämnade glaskärlet, sluta sig till att den primära regnbågen uppstår då ljuset reflekteras en gång och den sekundära regnbågen då ljuset reflekteras två gånger. Han lyckades också underbygga sina slutsatser genom att härleda den allmänna brytningslagen (efter men oberoende av Snell) och korrekt beräkna vinklarna för båda bågarna.
Descartes misslyckades dock med att förklara regnbågens färger. Ljuset natur som uppbyggd av vågor var vid denna tid inte känd.
Isaac Newton var den förste som visade att vitt ljus består av alla regnbågens färger. Han lät ett prisma dela upp det vita ljuset i ett färgspektrum och ett annat prisma förena spektrumet till vitt ljus igen. Han visade också att rött ljus bryts mindre än blått vilket, i stort sett, var det som behövdes för att förklara regnbågen som optiskt fenomen.
Det var först 1836 som George Biddell Airy kompletterande bakgrunden till regnbågen via ljusets vågnatur. Samtidigt kunde också de övertaliga bågarna förklaras.

### Äldre symbolik

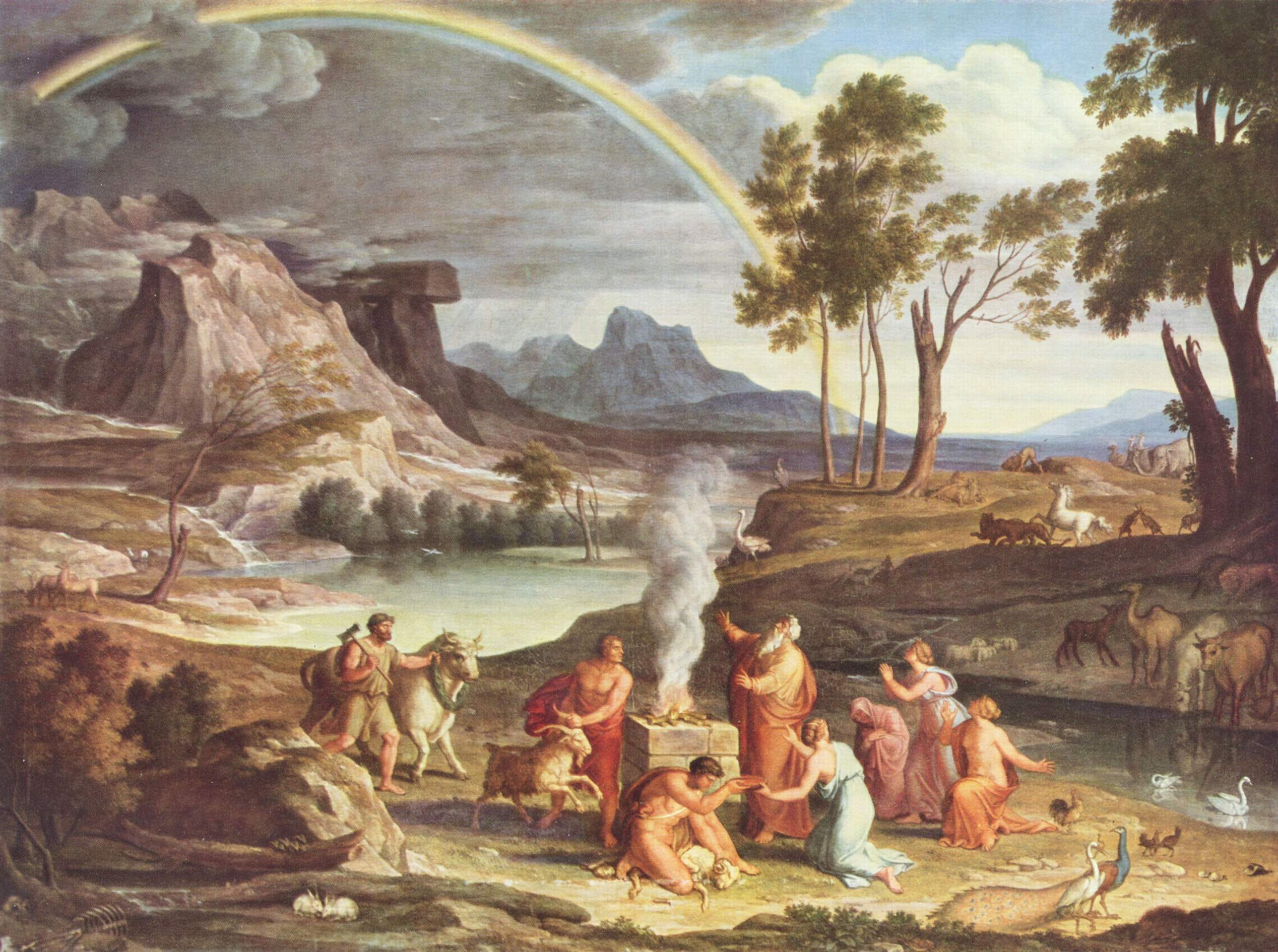
I Första Moseboken är regnbågen tecknet på Guds förbund att aldrig mer förstöra allt liv på jorden med en global översvämning.

Regnbågen har genom historien haft en plats i myter, sagor och religiösa trosföreställningar över hela världen. Leprechaunerna i irländsk folktro gömde sin guldskatt vid regnbågens ände, föreställningen om en skatt vid regnbågens slut finns i många europeiska kulturer. I kinesisk mytologi var regnbågen en reva i himlen som förseglades av gudinnan Nûwa med hjälp av stenar i sju olika färger. I hinduisk mytologi kallas regnbågen för Indradhanushi, det vill säga Indras båge (Indra är blixtens och åskans gud).
I många folks myter har regnbågen setts som en bro mellan himmelen (eller dödsriket) och jorden. I grekisk mytologi är den stigen efter budbäraren Iris, mellan himlen och jorden. I nordisk mytologi kallas regnbågen för Bifrost, och den är den bro som vaktad av Heimdall förenar Asgård med Midgård. 
Regnbågen finns omnämnd i Första Moseboken som ett tecken på Guds förbund med människorna. Efter att Noa överlevt floden sände Gud regnbågen som ett tecken på sitt löfte att ingen mer syndaflod skulle komma. Regnbågen förekommer också i Uppenbarelseboken där den omger den himmelska tronen. 
I medeltidens kristna symbolik uppfattas regnbågens tre grundfärger som symboler för syndafloden (blått), världsbranden (rött) och en ny jord (grönt). Regnbågens färger kan också uppfattas som symboler för de sju sakramenten, den helige andens sju gåvor eller som en symbol för Maria.

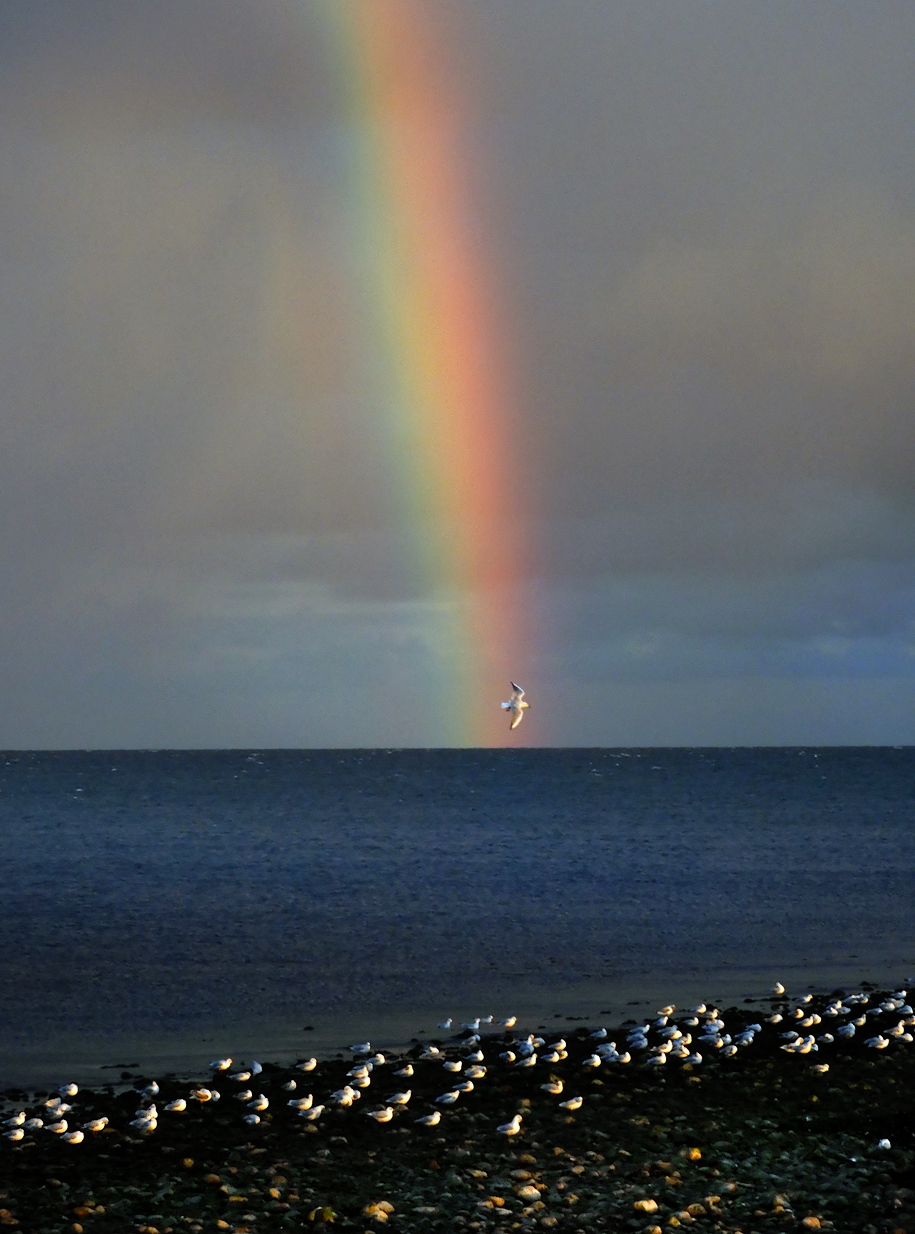
En rengbåge går ner i Östersjön sett från Ystad 13 september 2022 kl 19:15.

### Modern symbol
Regnbågen finns som flagga, där de olika färgerna ofta representerar värden som mångfald, inkluderande, hopp och längtan. Olika regnbågsflaggor har använts i olika kulturer sedan förcolumbiansk tid, av allt ifrån inkaindianerna och reformister till kooperationen och fredsrörelsen. De olika regnbågsflaggorna för olika rörelser har oftast olika utformning, men de kan ibland vara intill förväxling lika. Regnbågsflaggan är även en symbol för HBTQ-rörelsen, där den står för stolthet och mångfald hos homosexuella, bisexuella och transpersoner samt för respekt för medmänniskor och tolerans.